# إدغار روبين
إدغار روبين (بالدنماركية: Edgar Rubin)‏ هو عالم نفس دنماركي، ولد في 6 سبتمبر 1886 في كوبنهاغن في الدنمارك، وتوفي في 3 مايو 1951 في Rudersdal Municipality ‏ في الدنمارك.